# Kasper Bøgelund
Kasper Bøgelund Nielsen, né le 8 octobre 1980 à Odense (Danemark), est un footballeur danois.

## Biographie
Il prend sa retraite de joueur le 1er janvier 2013 à l'âge de 32 ans.

## Sélection du Danemark
Kasper Bøgelund obtient sa première sélection le 13 février 2002 lors d'un match amical remporté (1-0) en Arabie saoudite.
Il est ensuite sélectionné pour la Coupe du monde 2002, il participe alors au match de poule remporté (2-0) contre la France et à la défaite (0-3) en 1/8 de finale face à l'Angleterre.
En 2004, il est de nouveau sélectionné pour le Championnat d'Europe mais ne participe à aucun match.
Durant cette même année 2004, il subît une blessure avec Mönchengladbach et perd sa place en sélection. Il n'effectue son retour qu'en 2007.
Sa dernière sélection remonte au 11 octobre 2008 lors d'un match qualificatif pour la Coupe du monde 2010 face à l'Ukraine qui se solde sur un nul (1-1).

## Palmarès
PSV Eindhoven
- Champion des Pays-Bas (4) : 2000, 2001, 2003, 2005
- Vainqueur de la Coupe des Pays-Bas (1) : 2005
- Vainqueur du Trophée Johan Cruyff (2) : 2001, 2003

 Borussia Mönchengladbach
- Champion de 2.Bundesliga (1) : 2008